# قائمة العطل الرسمية في اليمن
الإجازة أو العطلة الرسمية هي المدة التي يتمتع فيها الموظفون والعاملون في وحدات الجهاز الإداري للدولة والقطاع العام والمختلط والتعاوني والخاص بحق الراحة عن العمل دون أن يخصم من اجورهم وحقوقهم شيء. يوم الجمعة عطلة أسبوعية في كل مؤسسات الدولة.
وفي المدارس التعليمية يوم السبت والجمعة إجازة دراسية من كل أسبوع.
هذه جميع الاحتفالات والأعياد التي يحتفل بها اليمنيون سنوياً:

## أعياد وعطل رسمية لكل اليمنيين

### أعياد وطنية
| م | التاريخ   | المناسبة               | ملاحظة                                             |
| 1 | 22 مايو   | اليوم الوطني للجمهورية | ذكرى الوحدة اليمنية                                |
| 2 | 26 سبتمبر | ثورة 26 سبتمبر         | الثورة على النظام الإمامي وإعلان الجمهورية         |
| 3 | 14 أكتوبر | ثورة 14 أكتوبر         | ذكرى قيام ثورة أكتوبر ضد المستعمر البريطاني في عدن |
| 4 | 30 نوفمبر | عيد الجلاء             | خروج آخر جندي بريطاني من عدن                       |

### أعياد إسلامية
وهي الأعياد والمناسبات التي يحيها اليمنيون وهي بالتقويم الهجري
| م | التاريخ (تقويم هجري)       | المناسبة              | ملاحظة                                      |
| 1 | 1 محرم                     | ذكرى الهجرة النبوية   | أول أيام السنة حسب التقويم الهجري.          |
| 2 | 29 رمضان إلى 3 شوال        | عيد الفطر             | الإفطار بعد صيام شهر رمضان.                 |
| 3 | 9 و10 و11 و12 و13 ذو الحجة | عيد الأضحى            | عيد الأضحى، وبه تجري مراسم الحج في الإسلام. |
| 4 | 27 رجب                     | ذكرى الإسراء والمعراج | بدون إجازة                                  |
| 5 | 12 ربيع الأول              | ذكرى المولد النبوي    | إجازة                                       |

### أعياد عالمية
| م | التاريخ | المناسبة            | ملاحظة                                           |
| 1 | 1 مايو  | عيد العمال          | يوم التضامن مع العمال                            |
| 2 | 1 يناير | رأس السنة الميلادية | أول أيام السنة حسب التقويم الميلادي "بدون إجازة" |

## أعياد وعطل خاصة
| م | التاريخ | المناسبة   | ملاحظة                                        |
| 1 | 5 مايو  | عيد المعلم | المؤسسات التابعة لوزارة التربية والتعليم فقط. |

## عطل غير رسمية
| م | التاريخ   | المناسبة            | ملاحظة                                                                      |
| 1 | 11 فبراير | ثورة الشباب السلمية | لا يحتفل به المواطنون وتعلنه بعض شركات ومؤسسات القطاع الخاص إجازة للعاملين. |

## قانون
إذا وافق يوم الإجازة يوم جمعة فيستعاض عن ذلك اليوم بيوم آخر من أيام العمل التالية للجمعة مباشرة، وتعلن وزارة الخدمة المدنية عن الاجازات والعطلات الرسمية قبل موعد الإجازة بيوم واحد على الأقل ويستثنى يوم إجازة الخميس من ذلك كونه يوم راحة لبعض الجهات وليس يوم إجازة رسمية كما الجمعة.